# Puchar Polski (okręg Gdańsk) w piłce nożnej mężczyzn (2021/2022)
W sezonie 2021/2022 Puchar Polski na szczeblu okręgowym w okręgu Gdańsk składał się z 5 rund, w których wzięło udział zespoły z okręgu gdańskiego. Rozgrywki miały na celu wyłonienie zdobywcy Okręgowego Pucharu Polski w okręgu Gdańsk i uczestnictwo w rozgrywkach szczebla regionalnego województwa pomorskiego w sezonie 2021/2022.

## Zwycięzcy
Zwycięzcami pucharu zostały drużyny: 
- Stolem Gniewino
- Bałtyk Gdynia
- Lechia II Gdańsk
- KP Starogard Gdański
- GKS Przodkowo
- Gedania Gdańsk
- Jaguar Gdańsk
- Wierzyca Pelplin
- Wisła Tczew
- Gryf II Wejherowo

## Uczestnicy
Drużyny grające w klasie A dołączyły w II rundzie. Drużyny grające w klasie okręgowej i IV lidze dołączyły w III rundzie. Drużyny grające w III lidze dołączyły w IV (Stolem Gniewino) lub V rundzie (Bałtyk Gdynia, GKS Przodkowo, KP Starogard Gdański).
Drużyny grające w V rundzie to:

- Arka II Gdynia
- Stolem Gniewino
- Chojniczanka II Chojnice
- Bałtyk Gdynia
- Portowiec Gdańsk
- Lechia II Gdańsk
- Gwiazda Karsin
- KP Starogard Gdański
- Orzeł Subkowy
- GKS Przodkowo
- Wietcisa Skarszewy
- Gedania Gdańsk
- NL6 Gdynia
- Jaguar Gdańsk
- Wierzyca Pelplin
- Gryf Wejherowo
- Hanza Lider Gdańsk
- Wisła Tczew
- Gryf II Wejherowo
- Victoria Kaliska

## Finały (V runda)
| Gospodarz                | Wynik    | Gość                 |
| ------------------------ | -------- | -------------------- |
| Arka II Gdynia           | 0:1      | Stolem Gniewino      |
| Chojniczanka II Chojnice | 0:6      | Bałtyk Gdynia        |
| Portowiec Gdańsk         | 0:8      | Lechia II Gdańsk     |
| Gwiazda Karsin           | 0:3 (wo) | KP Starogard Gdański |
| Orzeł Subkowy            | 0:6      | GKS Przodkowo        |
| Wietcisa Skarszewy       | 0:4      | Gedania Gdańsk       |
| NL6 Gdynia               | 0:4      | Jaguar Gdańsk        |
| Wierzyca Pelplin         | 4:0      | Gryf Wejherowo       |
| Hanza Lider Gdańsk       | 2:3      | Wisła Tczew          |
| Gryf II Wejherowo        | 4:2      | Victoria Kaliska     |